# Маймак
Маймак (кирг. Маймак) — село (с 1950 по 2012 год — посёлок городского типа) в Айтматовском районе Таласской области Кыргызстана. Административный центр Маймакский аильный округ. Код СОАТЕ — 41707 215 510 01 0.
Расположено на правом берегу реки Асы, образующую государственную границу с Казахстаном.

## Население
По данным переписи 2009 года, в селе проживало 887 человек.
Численность населения Маймака (по годам):
1. 1959—1072 чел.
2. 1970—853 чел.
3. 1979—815 чел.
4. 1989—891 чел.
5. 1999—882 чел.
6. 2009—887 чел.
7. 2010—803 чел.

## Транспорт
Через село проходит участок железная дорога ТУРКСИБ , соединяющая восточный и западный Казахстан.